# インビテーション・トゥ・ジャズ
『インビテーション・トゥ・ジャズ』は、静岡放送（SBSラジオ）で毎週日曜日22:00 - 23:00に放送されている音楽ラジオ番組である。題名の通りジャズ音楽の演奏収録を放送する。

## 出演
- 今村政司：元静岡放送アナウンサー

## 概要
もとは1977年より放送されている今村自身の企画を取り上げた音楽番組。制作・構成・企画・出演の全てを今村が行うため、その個性や志向が全面的に反映された特徴ある放送になっている。
改廃の多い静岡放送ラジオ番組の中でも、最も長きに亘って放送されてきた娯楽・教養番組であり、2005年には日本民間放送連盟から表彰を受けている。

## 放送曲目
おおむねジャズ音楽。
- シカゴ
- 想い出のサンフランシスコ

ほか多数。

## 特徴
- 静岡県内での楽団演奏会を編集せずに数週間に分けて放送するため、冗長な印象を時に与える。放送時間が作者の意図しない時間でもあり、長く協賛企業が現れない時期があった。
- 2015年10月現在、収録の行われる浮月楼と葵区内のアイワ不動産が提供企業として名を連ねる。